# Phérès fils de Créthée
Pour les articles homonymes, voir Phérès.
Dans la mythologie grecque, Phérès est le fils de Créthée et de la nymphe Tyro. Il est le fondateur mythique de la ville de Phères en Thessalie. On lui attribue la descendance suivante :
- Admète, l'époux d'Alceste ;
- Lycurgue, le roi de Némée ;
- Deux filles : Idomène et Périopis (dont une tradition fait la mère de Patrocle).

C'est Phérès qui, bien que parvenu à un âge avancé, refuse de mourir à la place de son fils Admète. Cet épisode est mis en scène par le dramaturge athénien Euripide dans sa tragédie Alceste où le père et le fils se disputent à ce sujet.